# Catedral de San Pedro y San Pablo (Adria)
La Catedral de San Pedro y San Pablo o simplemente Catedral de Adria (en italiano: Cattedrale di SS. Pietro e Paolo) Es una catedral católica en la ciudad de Adria, en la provincia de Rovigo y la región de Veneto, Italia. Antiguamente sede episcopal de la Diócesis de Adria, ha sido desde 1986 la de la Diócesis de Adria-Rovigo.
La catedral actual reemplaza a un edificio antiguo dedicada a San Juan, llamado la Catedral Vieja (Cattedrale Vecchia, Chiesa di San Giovanni), que sigue siendo utilizada como iglesia parroquial.
La nueva catedral, dedicada a los Santos Pedro y Pablo, fue construida a principios del siglo XIX sobre una iglesia del siglo XIV. Cuando se emprendieron obras en 1830 para investigar la estabilidad de las cimentaciones, se descubrió una cripta bizantina y frescos.
La catedral también contiene un bajorrelieve bizantino del siglo VI, un altar y un crucifijo bizantinos, y en la sacristía algunos armarios magníficamente tallados de Jacopo Piazzetta de la Escuela de la Caridad de Venecia.
Detrás del edificio se construyó una réplica de la Gruta de Lourdes en la década de 1930, que todavía atrae a muchos visitantes.

## Véase también

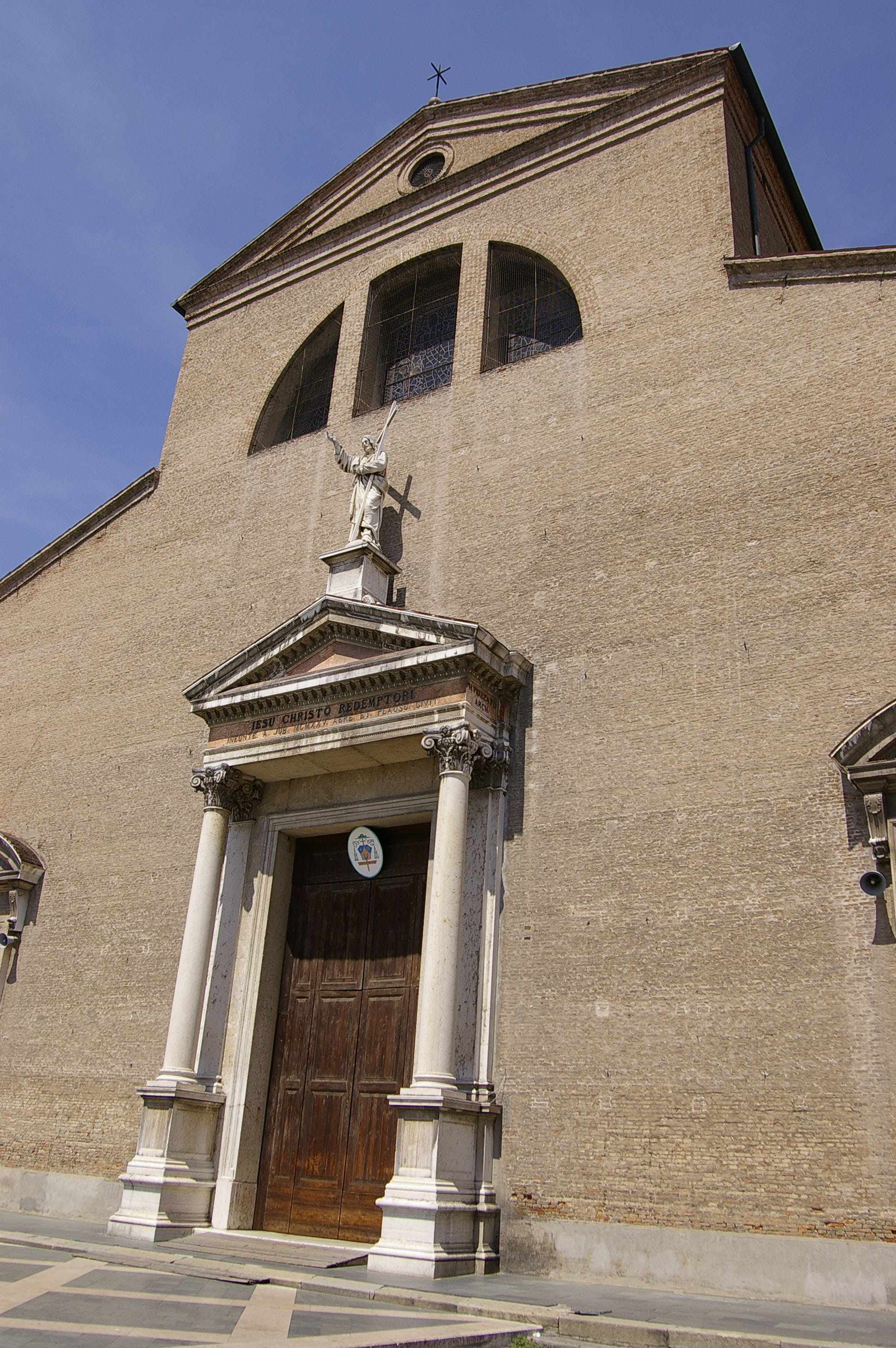
Vista de la fachada